# Sociedad Deportiva Eibar (féminines)
Maillots
Actualités
La Sociedad Deportiva Eibar est un club espagnol de football féminin basé à Eibar. Pour la saison 2023-2024, le club est promu en Liga F.

## Palmarès
- Championnat d'Espagne féminin de football
  - Vice-champion : 2001
- Championnat d'Espagne féminin de football de deuxième division
  - Vice-champion : 2023
- Coupe d'Espagne féminine de football
  - Finaliste : 1999
- Supercoupe d'Espagne féminine de football
  - Vainqueur : 1999